# Alsophila pometaria
Alsophila pometaria (tên tiếng Anh: Fall Cankerworm) là một loài bướm đêm thuộc họ Geometridae. Nó được tìm thấy ở Nova Scotia phía tây đến Alberta, phía nam đến Colorado và California.
Sải cánh dài 26–32 mm đối với con đực. The đối với con cái are wingless. Con trưởng thành bay từ fall tới đầu winter.
Ấu trùng ăn nhiều loại cây rụng lá và cây bụi như Ulmus, Fraxinus và Acer. 

## Hình ảnh

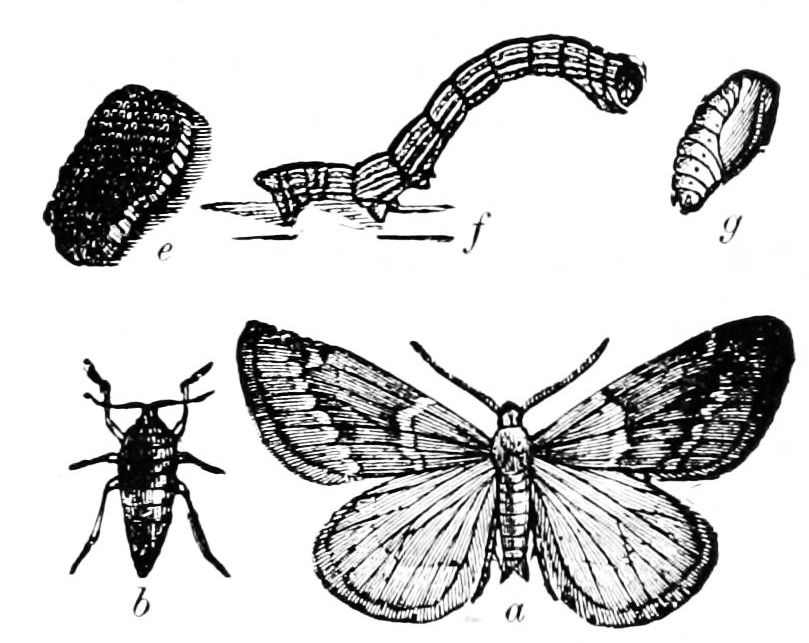